# Billy Steinberg
William Endfield Steinberg (nacido el 26 de febrero de 1950) es un compositor estadounidense. Logró su mayor éxito en la década de 1980 con su compañero compositor Tom Kelly; juntos escribieron o coescribieron los éxitos número uno Like a Virgin de Madonna (1984), True Colors de Cyndi Lauper (1986), Eternal Flame de The Bangles (1989), So Emotional de Whitney Houston (1987) y Alone (cover de Heart en 1987). También escribieron o coescribieron las exitosas canciones I Drove All Night (grabadas por varios artistas, inicialmente grabadas por Roy Orbison en 1987 pero lanzadas por primera vez por Cyndi Lauper en 1989), I Touch Myself de Divinyls (1990), y I'll Stand by You de The Pretenders (1994).
Después de que Kelly se retirara de la música en la década de 1990, Steinberg colaboró con otros compositores. Con Rick Nowels y Marie-Claire D'Ubaldo escribió los éxitos Falling Into You (cover de Celine Dion) y One & One. Ha escrito canciones exitosas con Josh Alexander, incluidas All About Us de tATu (2005), Too Little Too Late de JoJo (2006) y Give Your Heart a Break de Demi Lovato (2012).

## Biografía

### Primeros años de vida
Creció en Fresno, California y se mudó a Palm Springs, California cuando tenía 12 años y trabajó en la operación de uva de mesa de su padre. Asistió a Cate School en California y a Bard College en Nueva York.

### Carrera musical
Cuando tenía veintitantos años, formó el grupo Billy Thermal, que finalmente firmó con Planet Records de Richard Perry.
Su avance se produjo en 1980 cuando Linda Ronstadt escuchó su álbum y decidió grabar su canción How Do I Make You? para su álbum Mad Love de 1980. El álbum alcanzó los tres primeros puestos de las listas y obtuvo platino, y la versión de Ronstadt de su canción alcanzó el top 10 estadounidense.
Pat Benatar, en su álbum de 1980 Crimes of Passion, hizo un cover de otra canción de Billy Thermal, I'm Gonna Follow You. En 1981, Steinberg escribió Precious Time, que se convirtió en la canción principal del álbum Precious Time de Benatar. También ese año, Steinberg comenzó a escribir con Tom Kelly, quien había escrito otra canción (Fire and Ice) en el álbum de Benatar.
Un mayor éxito siguió con la canción Like a Virgin, cuando fue tocada para los ejecutivos de Warner Bros. que pensaron que sería perfecta para Madonna. Steinberg recordó más tarde haber escrito la letra en 1983 después de una relación fallida, afirmando que realmente había sentido que había "atravesado el desierto" y que estaba "derrotado, incompleto". La versión de Madonna de la canción pasó seis semanas en el número uno en los Estados Unidos en 1984 y se convirtió en un éxito mundial. También fue la canción principal de su álbum número uno.
El éxito de la asociación continuó con más sencillos número uno, True Colors (grabado por Cyndi Lauper), So Emotional (de Whitney Houston), Eternal Flame (de The Bangles) y Alone (de Heart).
Sus otros éxitos incluyen In Your Room (The Bangles), Spirit of Love (de Laura Branigan), I Drove All Night (grabada por Roy Orbison, Cyndi Lauper y Celine Dion), I Touch Myself (Divinyls), Sex as a Weapon (de Pat Benatar) y Look Me in the Heart (de Tina Turner). También escribieron varias canciones con Chrissie Hynde de The Pretenders, incluido el sencillo top 10 I'll Stand By You. Artistas como REO Speedwagon, Cheap Trick, Bette Midler, Belinda Carlisle y Taylor Dayne (en su álbum debut multiplatino Tell It to My Heart) también grabaron sus canciones.
A mediados de la década de 1990, Steinberg comenzó a escribir con Rick Nowels, quien se había consolidado como compositor de artistas como Stevie Nicks y Belinda Carlisle. Su mayor éxito de la época fue la grabación de Celine Dion de Falling into You. En 1997, Steinberg coescribió la canción One & One con Rick Nowels y Marie-Claire D'Ubaldo para Edyta Górniak, y esta canción se convirtió en un éxito en Europa y Asia, convirtiendo a Edyta en la primera cantante polaca en el sector de Música y Música. Lista de reproducción de radio Top 50 de radio europea de Media.
En 2005, Steinberg colaboró con el productor Josh Alexander y Jessica y Lisa Origliasso de The Veronicas para escribir varias canciones para el lanzamiento debut de The Veronicas, The Secret Life Of..., incluido el tercer sencillo, When It All Falls Apart. Steinberg y Alexander también escribieron All About Us, un éxito del dúo pop ruso tATu. Escribieron el sencillo de JoJo de 2006 Too Little Too Late y Nervous in the Light of Dawn y My Idea of Heaven de Leigh Nash y Over It de Katharine McPhee en 2007. En 2008, Steinberg y Alexander escribieron Fly on the Wall para el álbum Happy Smiles de tATu. Escribió canciones con Alexander en el álbum desechado de JoJo, All I Want Is Everything.
Con Alexander y Porcelain Black, escribió el tema How Do You Love Someone? para el álbum Guilty Pleasure de Ashley Tisdale de 2009. En 2010, Steinberg y Alexander escribieron What Happened to Us para la cantante australiana Jessica Mauboy para su álbum Get 'Em Girls. Con Alexander y Toby Gad, escribió la canción de 2011 Don't Hold Your Breath para Nicole Scherzinger, y con Alexander y Rivers Cuomo escribió la canción de 2011 High Maintenance para Miranda Cosgrove. Steinberg y Alexander también escribieron y produjeron la exitosa canción Give Your Heart a Break de Demi Lovato. Escribió la canción de 2016 My Stupid Heart para Tini Stoessel.

## Aparición en la película
Interpreta una versión acústica de "I Touch Myself" en una entrevista ante la cámara en el documental Sticky: A (Self) Love Story.

## Premios y honores
Recibió una Golden Palm Star en el Paseo de las Estrellas de Palm Springs en 2008. 
Steinberg y Kelly fueron incluidos como equipo en el Salón de la Fama de los Compositores en 2011.